# Франчишек Буяк
Франчѝшек Бу̀як (на полски: Franciszek Bujak) е полски историк и политик, специалист по социална и стопанска история, професор в Ягелонския, Лвовския и Варшавския университет, министър на земеделието и държавните блага (1920).

## Биография
Франчишек Буяк е роден на 16 август 1875 година в село Машкенице, близо до Бжеско, в заможното селско семейство на Анна и Якуб Буяк. Завъшва начално училище и гимназия в Бохня. През 1894 година продължава образованието си в Ягелонския университет, където пет години по-късно защитава докторска дисертация. В периода 1901 – 1902 година специализира в Лайпциг, Рим и Генуа.
Започва работа като асистент в родния университет. Впоследствие е назначен за архивист в Държавни архив за градски и земски актове в Краков. През 1905 година се хабилитира. В 1919 година се местни във Варшавския университет, а на следващата година започва да преподава в Лвовския университет. През 1945 година е репатриран от Лвов в Краков. От 1946 година преподава в Земеделския факултет на Ягелонския университет
Преди Първата световна война се насочва и към политиката. Сътрудничи с Полската народна партия „Пяст“. За кратко през 1920 година поема ръководството на министерството на земеделието и държавните блага в правителството на Владислав Грабски. В годините 1926 – 1927 е председател на Държавната земеделска банка.
През 1922 година е приет за редовен член на Полската академия на знанията. В годините 1932 – 1934 и 1936 – 1937 е председател на Полското историческо дружество. В 1951 година е приет за член на Полската академия на науките.
Франчишек Буяк умира на 21 март 1953 година в Краков.

## Научни трудове
- Limanowa : miasteczko powiatowe w Zachodniej Galicyi : stan społeczny i gospodarczy (1902)
- Żmiąca wieś powiatu Limanowskiego : stosunki gospodacze i społeczne (1903)
- Studia nad osadnictwem Małopolski (1905)
- Materyały do historyi miasta Biecza: (1361 – 1632) (1914)
- O naprawie ustroju rolnego w Polsce (1918)
- The Jewish question in Poland/ La question juive en Pologne (1919)
- Nauka a społeczeństwo (1922)
- Z odległej i bliskiej przeszłości: studja historyczno-gospodarcze (1924)
- Z odległej i bliskiej przeszłości. Studja historycznogospodarcze (1924)
- Studja geograficzno-historyczne (1925)
- Polska współczesna: nauka obywatelska (1929)
- O podziale ziemi i reformie rolnej (1929)
- Wenedowie na wschodnich wybrzeżach Bałtyku (1948)